# 生態展示
生態展示（せいたいてんじ）とは、無柵放養式展示の一種である「パノラマ展示」から発展した、その生物が野生で生息している環境を再現するなどして、生物にストレスのかからない環境改善などを考慮した展示のこと。

## 主な生態展示の例

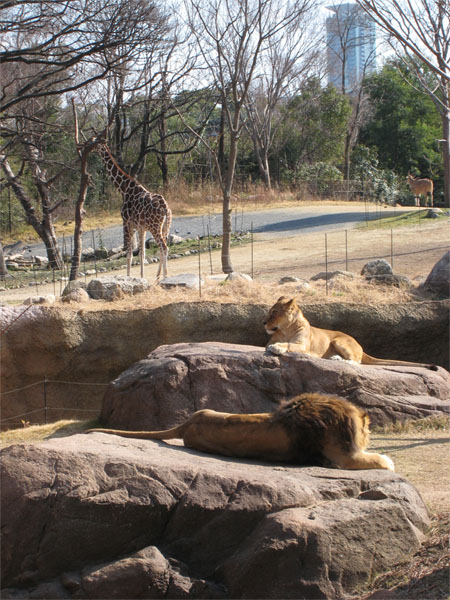
天王寺動物園のアフリカ・サバンナゾーン